# フェアリーステークス
フェアリーステークスは、日本中央競馬会（JRA）が中山競馬場で施行する中央競馬の重賞競走（GIII）である。
競走名の「フェアリー (Fairy)」は、妖精を意味する英語。

## 概要
1984年に創設された「テレビ東京賞3歳牝馬ステークス（テレビとうきょうしょうさんさいひんばステークス）」が、本競走の前身である。青葉賞の重賞昇格に伴いテレビ東京の寄贈賞がそちらへ移動したことから、1994年より現名称に変更された。
創設から2007年までは12月の中山競馬で施行されていたが、時期変更に伴い2008年は休止となり、2009年から1月上旬もしくは成人の日を含む3日間開催の3日目である月曜日の施行に変更されている。
施行距離は当初芝1600mだったが、1991年から2007年までは芝1200mに短縮していた。2009年から再び芝1600mに変更された。これにより、クイーンカップを含めて桜花賞のトライアルへ向けた3歳牝馬クラシック路線が整備された。
外国産馬は1993年から、地方競馬所属馬は1996年からそれぞれ出走可能になったほか、2009年からは外国馬も出走可能な国際競走となった。

### 競走条件
以下の内容は、2025年現在のもの。
出走資格：サラ系3歳牝馬、除未出走馬および未勝利馬
- JRA所属馬
- 地方競馬所属馬（認定馬のみ、2頭まで）
- 外国調教馬（優先出走）

負担重量：馬齢重量（55kg）

### 賞金
2025年の1着賞金は3800万円で、以下2着1500万円、3着950万円、4着570万円、5着380万円。

## 歴史
- 1984年 - 3歳（現2歳）牝馬限定の重賞競走（GIII[注 1]）として「テレビ東京賞3歳牝馬ステークス」の名称で創設[5]。
- 1993年 - 混合競走に指定、外国産馬が出走可能になる[5]。
- 1994年 - 名称を「フェアリーステークス」に変更[5]。
- 1996年 - 特別指定交流競走に指定され、地方競馬所属馬が2頭まで出走可能となる[7]。
- 2001年
  - 馬齢表示を国際基準へ変更したことに伴い、競走条件を「2歳牝馬」に変更。
  - 負担重量を54kgに変更。
- 2002年 - 地方競馬所属馬の出走枠が3頭に拡大[7]。
- 2007年 - 日本のパートI国昇格に伴い、格付表記をJpnIIIに変更[7]。
- 2009年
  - 国際競走に変更され、外国馬が出走可能となる[7]。
  - 格付表記をGIII（国際格付）に変更。
  - 競走条件を「3歳牝馬」に変更。
  - 負担重量を「別定」に変更。
  - 地方競馬所属馬の出走枠が2頭に縮小。
- 2021年 - 新型コロナウイルス感染拡大防止のため「無観客競馬」として実施[8]。
- 2024年 - 負担重量を馬齢重量に再び変更。

### 歴代優勝馬
距離はすべて芝コース。
優勝馬の馬齢は、2000年以前も現行表記に揃えている。
競走名は第1回から第10回が「テレビ東京賞3歳牝馬ステークス」、第11回以降は「フェアリーステークス」。
| 回数   | 施行日         | 競馬場 | 距離  | 優勝馬             | タイム | 性齢 | 優勝騎手       | 管理調教師 | 馬主                               |
| ------ | -------------- | ------ | ----- | ------------------ | ------ | ---- | -------------- | ---------- | ---------------------------------- |
| 第1回  | 1984年12月15日 | 中山   | 1600m | エルプス           | 1:35.4 | 牝2  | 木藤隆行       | 久恒久夫   | 小畑安雄                           |
| 第2回  | 1985年12月14日 | 中山   | 1600m | メジロラモーヌ     | 1:34.9 | 牝2  | 柏崎正次       | 奥平真治   | （有）メジロ牧場                   |
| 第3回  | 1986年12月13日 | 中山   | 1600m | コーセイ           | 1:35.7 | 牝2  | 増沢末夫       | 尾形盛次   | （株）アイ・ケイ・テイ・オーナーズ |
| 第4回  | 1987年12月19日 | 中山   | 1600m | シノクロス         | 1:36.3 | 牝2  | 嶋田功         | 西塚十勝   | 福井裕                             |
| 第5回  | 1988年12月17日 | 中山   | 1600m | カッティングエッジ | 1:35.3 | 牝2  | 蛯沢誠治       | 高橋英夫   | （有）社台レースホース             |
| 第6回  | 1989年12月16日 | 中山   | 1600m | ヤマタケサリー     | 1:35.5 | 牝2  | 柴田善臣       | 畠山重則   | 山中竹幸                           |
| 第7回  | 1990年12月1日  | 中山   | 1600m | ブルーベイブリッジ | 1:35.5 | 牝2  | 藤原英幸       | 山田要一   | 桜井欣吾                           |
| 第8回  | 1991年12月21日 | 中山   | 1200m | ディスコホール     | 1:09.3 | 牝2  | 岡部幸雄       | 山内研二   | （有）社台レースホース             |
| 第9回  | 1992年12月26日 | 中山   | 1200m | マザートウショウ   | 1:09.6 | 牝2  | 横山典弘       | 奥平真治   | トウショウ産業（株）               |
| 第10回 | 1993年12月25日 | 中山   | 1200m | ナガラフラッシュ   | 1:09.6 | 牝2  | 安田隆行       | 瀬戸口勉   | ナガラ観光（有）                   |
| 第11回 | 1994年12月24日 | 中山   | 1200m | プライムステージ   | 1:09.2 | 牝2  | 岡部幸雄       | 伊藤雄二   | 横山秀男                           |
| 第12回 | 1995年12月23日 | 中山   | 1200m | マックスロゼ       | 1:09.2 | 牝2  | 柴田善臣       | 伊藤雄二   | 田所祐                             |
| 第13回 | 1996年12月21日 | 中山   | 1200m | ヒシナイル         | 1:10.8 | 牝2  | 的場均         | 中野隆良   | 阿部雅一郎                         |
| 第14回 | 1997年12月20日 | 中山   | 1200m | レディステラ       | 1:10.4 | 牝2  | 横山典弘       | 池江泰郎   | ロイヤルファーム（有）             |
| 第15回 | 1998年12月26日 | 中山   | 1200m | タヤスブルーム     | 1:09.8 | 牝2  | 蛯名正義       | 山内研二   | 横瀬寛一                           |
| 第16回 | 1999年12月25日 | 中山   | 1200m | ベルグチケット     | 1:10.3 | 牝2  | 柴田善臣       | 手塚貴久   | 山田俊一                           |
| 第17回 | 2000年12月17日 | 中山   | 1200m | テンシノキセキ     | 1:09.4 | 牝2  | 江田照男       | 橋口弘次郎 | 杉谷枡夫                           |
| 第18回 | 2001年12月16日 | 中山   | 1200m | サーガノヴェル     | 1:07.8 | 牝2  | 横山典弘       | 古賀史生   | 前田幸治                           |
| 第19回 | 2002年12月15日 | 中山   | 1200m | ホワイトカーニバル | 1:09.2 | 牝2  | D.バルジュー   | 伊藤圭三   | （有）グランド牧場                 |
| 第20回 | 2003年12月21日 | 中山   | 1200m | マルターズヒート   | 1:09.2 | 牝2  | D.バルジュー   | 坂口正則   | 藤田与志男                         |
| 第21回 | 2004年12月19日 | 中山   | 1200m | フェリシア         | 1:08.5 | 牝2  | 横山典弘       | 上原博之   | （有）サンデーレーシング           |
| 第22回 | 2005年12月18日 | 中山   | 1200m | ダイワパッション   | 1:09.8 | 牝2  | 長谷川浩大     | 増沢末夫   | 大城敬三                           |
| 第23回 | 2006年12月17日 | 中山   | 1200m | アポロティアラ     | 1:09.4 | 牝2  | 勝浦正樹       | 柴崎勇     | アポロサラブレッドクラブ           |
| 第24回 | 2007年12月16日 | 中山   | 1200m | ルルパンブルー     | 1:09.8 | 牝2  | 吉田隼人       | 坂本勝美   | 飯田良江                           |
| 第25回 | 2009年1月11日  | 中山   | 1600m | ジェルミナル       | 1:36.5 | 牝3  | 福永祐一       | 藤原英昭   | （有）社台レースホース             |
| 第26回 | 2010年1月11日  | 中山   | 1600m | コスモネモシン     | 1:34.8 | 牝3  | 石橋脩         | 清水英克   | （有）ビッグレッドファーム         |
| 第27回 | 2011年1月10日  | 中山   | 1600m | ダンスファンタジア | 1:33.7 | 牝3  | A.クラストゥス | 藤沢和雄   | （有）社台レースホース             |
| 第28回 | 2012年1月9日   | 中山   | 1600m | トーセンベニザクラ | 1:35.5 | 牝3  | 津村明秀       | 柴崎勇     | 島川隆哉                           |
| 第29回 | 2013年1月12日  | 中山   | 1600m | クラウンロゼ       | 1:34.7 | 牝3  | 三浦皇成       | 天間昭一   | 矢野恭裕                           |
| 第30回 | 2014年1月13日  | 中山   | 1600m | オメガハートロック | 1:36.3 | 牝3  | 戸崎圭太       | 堀宣行     | 原禮子                             |
| 第31回 | 2015年1月12日  | 中山   | 1600m | ノットフォーマル   | 1:35.2 | 牝3  | 黛弘人         | 中野栄治   | 芳賀克也                           |
| 第32回 | 2016年1月11日  | 中山   | 1600m | ビービーバーレル   | 1:34.3 | 牝3  | 石橋脩         | 中舘英二   | 坂東勝彦                           |
| 第33回 | 2017年1月8日   | 中山   | 1600m | ライジングリーズン | 1:34.7 | 牝3  | 丸田恭介       | 奥村武     | 岡田牧雄                           |
| 第34回 | 2018年1月7日   | 中山   | 1600m | プリモシーン       | 1:34.6 | 牝3  | 戸崎圭太       | 木村哲也   | （有）シルクレーシング             |
| 第35回 | 2019年1月12日  | 中山   | 1600m | フィリアプーラ     | 1:36.0 | 牝3  | 丸山元気       | 菊沢隆徳   | （有）キャロットファーム           |
| 第36回 | 2020年1月13日  | 中山   | 1600m | スマイルカナ       | 1:34.0 | 牝3  | 柴田大知       | 高橋祥泰   | 岡田繁幸                           |
| 第37回 | 2021年1月11日  | 中山   | 1600m | ファインルージュ   | 1:34.4 | 牝3  | C.ルメール     | 木村哲也   | 六井元一                           |
| 第38回 | 2022年1月10日  | 中山   | 1600m | ライラック         | 1:35.2 | 牝3  | M.デムーロ     | 相沢郁     | 芹澤精一                           |
| 第39回 | 2023年1月9日   | 中山   | 1600m | キタウイング       | 1:34.3 | 牝3  | 杉原誠人       | 小島茂之   | （有）ミルファーム                 |
| 第40回 | 2024年1月7日   | 中山   | 1600m | イフェイオン       | 1:34.0 | 牝3  | 西村淳也       | 杉山佳明   | （有）社台レースホース             |
| 第41回 | 2025年1月12日  | 中山   | 1600m | エリカエクスプレス | 1:32.8 | 牝3  | 戸崎圭太       | 杉山晴紀   | 三木正浩                           |